# Engin Eroglu
Engin Eroglu é um político alemão que actua como membro com direito a voto livre no Parlamento Europeu.